# Caryospora micruri
Caryospora micruri – gatunek pasożytniczych pierwotniaków należący do rodziny Eimeriidae z podtypu Apicomplexa, które kiedyś były klasyfikowane jako protista. Występuje jako pasożyt węży. C. micruri cechuje się tym iż oocysta zawiera 1 sporocystę. Z kolei każda sporocysta zawiera 8 sporozoitów.
Obecność tego pasożyta stwierdzono u Micrurus spixii spixii należącego do rodziny zdradnicowatych (Elapidae).
Występuje na terenie Brazylii w Ameryce Południowej.

## Sporulowana oocysta
Jest kształtu sferoidalnego lub lekko jajowatego, posiada 1 bezbarwną ścianę o grubości 0,6 μm. Oocysta posiada następujące rozmiary: długość 14,4 – 17,5 μm, szerokość 13,7 – 17,5 μm. Brak mikropyli oraz wieczka biegunowego. Występuje pojedyncze ciałko biegunowe, które posiada wielkość 2,5 × 1,2 μm i zwykle przylega do wewnętrznej strony otoczki wewnętrznej.

## Sporulowana sporocysta i sporozoity
Sporocysty kształtu owoidalnego o długości 12,5 – 15 μm, szerokości 9,4 – 11,2 μm. Występuje ciałko Stieda oraz substieda body (SBB). Brak parastieda body (PSB). Występuje ciałko resztkowe sporocysty w postaci centralnie umieszczonej, skupionej masy z występującymi obok paroma małymi ziarnistościami. Sporozoity w kształcie kiełbasek, ułożonych wokół ciałka resztkowego sporocysty.